# مهرجان كان السينمائي 2025
مهرجان كان السينمائي 2025 هو النسخة الثامنة والسبعون للمهرجان اقيم في الفترة من 13 إلى 24 مايو 2025. رئيس لجنة تحكيم المسابقة الرئيسية هي الممثلة الفرنسية جولييت بينوش.
شهدت هذه الدورة تكريم الممثل الأمريكي روبرت دي نيرو بمنحه السعفة الذهبية الفخرية.
بعد يوم واحد من الإعلان عن الاختيار الرسمي لـ ACID ACID، قُتلت المصورة الصحفية الفلسطينية فاطمة حسونة، إحدى الشخصيات الرئيسية في الفيلم الوثائقي ضع روحك في يديك للمخرجة سبيده فارسي ‏، مع عشرة أفراد من عائلتها في غارة جوية إسرائيلية ‏ على منزلهم في مدينة غزة في 16 أبريل 2025. أصدر المهرجان بيانًا رسميًا يُعرب فيه عن تعازيه وينتقد الحرب والعنف المستمرين في غزة. في يوم افتتاح المهرجان، وقَّع أكثر من 350 مخرجًا وممثلًا ومنتجًا، من بينهم جوناثان جليزر، ونوري بيلجي جيلان، وفيكتور إريس، وحفصية حرزي، وأكي كاوريسماكي، وناداف لابيد ‏، وكليبر ميندونكا فيلهو ‏، وبيدرو ألمودوبار، وديفيد كروننبرج، وروبن أوستلوند، على رسالة تُدين مقتل الصحفية حسونة وتدين الإبادة الجماعية المستمرة في غزة، قائلين: "لا يمكننا أن نبقى صامتين بينما تحدث الإبادة الجماعية في غزة". 
في اليوم الأخير من المهرجان، 24 مايو 2025، أدى انقطاع التيار الكهربائي الناجم عن حريق مُتعمد إلى تعطيل جلسات العروض الصباحية.   
افتتح المهرجان بالفيلم الكوميدي الفرنسي Leave One Day للمخرجة أميلي بونين.

## لجان التحكيم

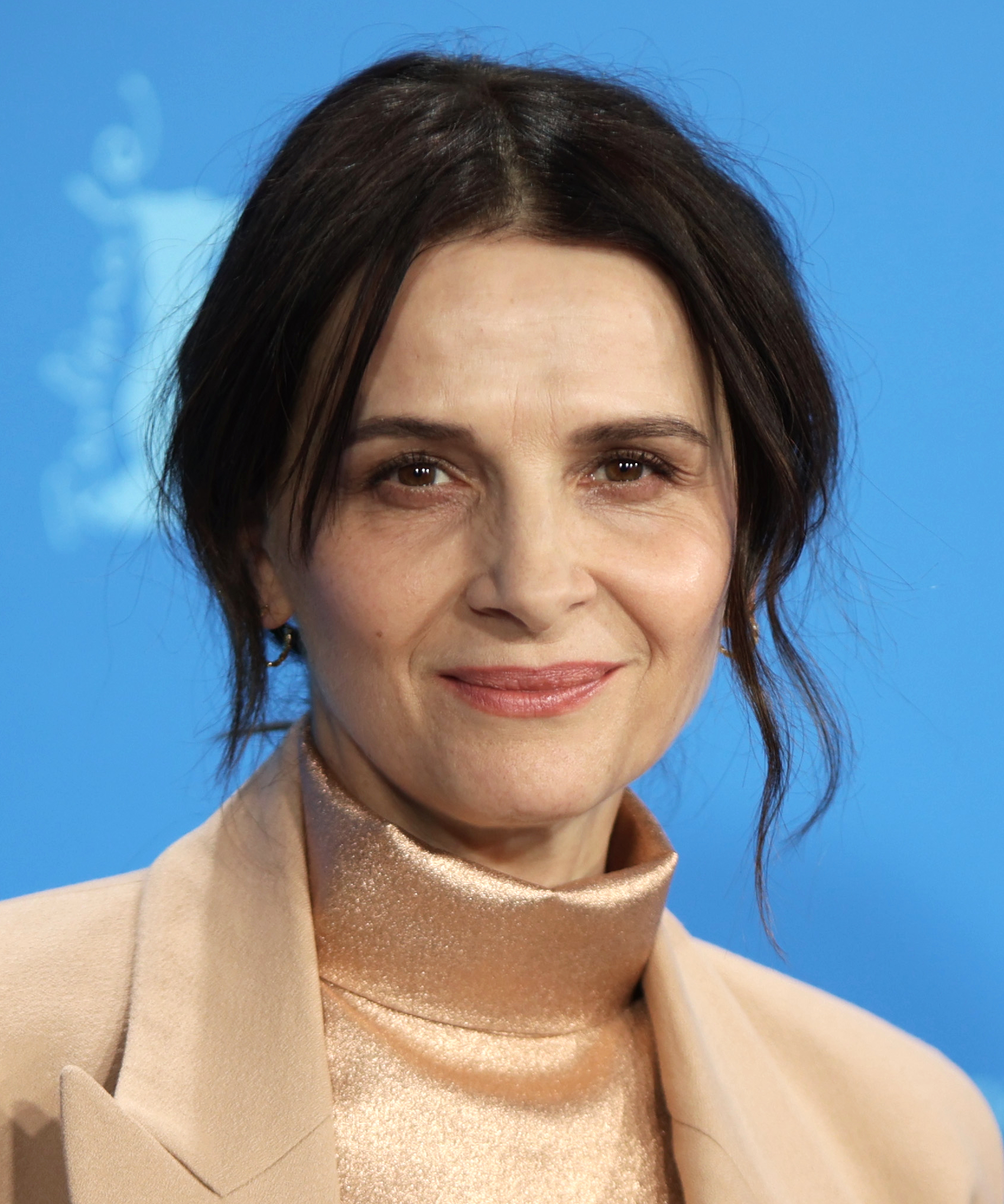
جولييت بينوش، رئيسة لجنة تحكيم المسابقة الرئيسية

### المسابقة الرئيسية
- جولييت بينوش، ممثلة فرنسية – رئيسة لجنة التحكيم.[2]
- هالي بيري، ممثلة أمريكية.
- هونغ سانغ سو، مخرج أفلام وكاتب سيناريو كوري جنوبي.
- كارلوس ريغاداس، مخرج أفلام مكسيكي.
- ألبا رورفاكر، ممثلة إيطالية.
- جيرمي سترونغ، ممثل أمريكي.
- ليلى السليماني، كاتبة مغربية.
- ديودو حمادي، مخرج أفلام وثائقية من الكونغو.
- بايال كاباديا، مخرجة أفلام هندية.

### أسبوع النقاد
- رودريجو سوروجوين، مخرج أفلام إسباني – رئيس لجنة التحكيم.[15]
- جيهان بوقرين، صحفية مغربية
- خوسيه ديشايس مصور سينمائي فرنسي-كندي
- يوليا إيفينا بهارا، منتجة إندونيسية
- دانييل كالويا، ممثل ومخرج أفلام بريطاني

### سعفة كوير
- كريستوف أونوريه، مخرج أفلام فرنسي – رئيس لجنة التحكيم.[16]

## المشاركون

### المسابقة الرسمية
الافلام التالية تتنافس للفوز بجائزة السعفة الذهبية:
| العنوان         | العنوان الاصلي         | المخرج               | بلد الانتاج                                                |
| --------------- | ---------------------- | -------------------- | ---------------------------------------------------------- |
| ألفا            | Alpha                  | جوليا دوكورناو       | فرنسا، بلجيكا                                              |
| القضية 137      | Dossier 137            | دومينيك ماريا        | فرنسا                                                      |
| مت يا حبي       | Die, My Love           | لين رامزي            | الولايات المتحدة                                           |
| نسور الجمهورية  | Eagles of the Republic | طارق صالح            | السويد، فرنسا، الدنمارك، فنلندا                            |
| إدينغتون        | Eddington              | آري أستر             | الولايات المتحدة                                           |
| فيوري           | Fuori                  | ماريو مارتون         | إيطاليا، فرنسا                                             |
| تاريخ الصوت     | The History of Sound   | أوليفر هيرمانوس      | المملكة المتحدة، الولايات المتحدة                          |
| العقل المدبر    | The Mastermind         | كيلي ريتشارد         | الولايات المتحدة                                           |
| الموجة الجديدة  | Nouvelle Vague         | ريتشارد لينكليتر     | فرنسا                                                      |
| الأخت الصغرى    | La petite dernière     | حفصية حرزي           | فرنسا، ألمانيا                                             |
| الخطة الفينيقية | The Phoenician Scheme  | ويس أندرسون          | الولايات المتحدة، ألمانيا                                  |
| رينوار          | ルノワール             | تشي هاياكاوا         | اليابان، فرنسا، سنغافورة، الفلبين، إندونيسيا               |
| القيامة         | 狂野时代               | بي غان               | الصين، فرنسا                                               |
| روميريا         | Romería                | كارلا سيمون          | إسبانيا، ألمانيا                                           |
| العميل السري    | O Agente Secreto       | كليبر ميندونسا فيلهو | البرازيل، فرنسا                                            |
| القيمة العاطفية | Affeksjonsverdi        | خواكيم ترايير        | النرويج، فرنسا، ألمانيا، الدنمارك، السويد، المملكة المتحدة |
| حادث بسيط       | یک تصادف ساده          | جعفر بناهي           | إيران، فرنسا                                               |
| صراط            | Sirat                  | أوليفر لاكس          | إسبانيا، فرنسا                                             |
| صوت السقوط      | In die Sonne schauen   | ماشا شيلينسكي        | ألمانيا                                                    |
| مدعيان عامان    | Два прокурора          | سيرغي لوزنيتسا       | لاتفيا، فرنسا، ألمانيا، هولندا، رومانيا                    |
| امرأة وطفل      | زن و بچه               | سعيد روستايي         | إيران، فرنسا                                               |
| أمهات شابات     | Jeunes mères           | جان بيير ولوك داردين | بلجيكا                                                     |

### نظرة ما
الأفلام التالية تتنافس في قسم نظرة ما:
| العنوان                        | العنوان الاصلي                    | المخرج                           | بلد الانتاج                                      |
| ------------------------------ | --------------------------------- | -------------------------------- | ------------------------------------------------ |
| عائشة لا تستطيع الطيران        | عائشة لا تستطيع الطيران           | مراد مصطفى                       | تونس، قطر، مصر                                   |
| منظر شاحب للتلال               | 遠い山なみの光                    | كي إيشيكاوا                      | اليابان، المملكة المتحدة، بولندا، سنغافورة       |
| التسلسل الزمني للمياه          | The Chronology of Water           | كريستين ستيوارت                  | فرنسا، لاتفيا، المملكة المتحدة، الولايات المتحدة |
| إليانور العظيمة                | Eleanor the Great (CdO)           | سكارليت جوهانسون                 | الولايات المتحدة                                 |
| رؤوس أم ذيول؟                  | Testa o croce?                    | ماتيو زوبيس وأليسيو ريجو دي ريجي | إيطاليا، الولايات المتحدة                        |
| حبيس المنزل                    | Homebound                         | نيراج غيوان                      | الهند                                            |
| أنا لا أرتاح إلا في العاصفة    | O Riso e a Faca                   | بيدرو بينهو                      | البرتغال                                         |
| مجهول القوس الكبير             | L’inconnu de la Grande Arche      | ستيفان ديموستييه                 | فرنسا                                            |
| كارافان                        | Karavan (CdO)                     | زوزانا كيرشنروفا                 | التشيك                                           |
| آخر واحد للطريق                | Le città di pianura               | فرانشيسكو سوساي                  | إيطاليا                                          |
| أحبني برقة                     | Love Me Tender                    | آنا كازيناف كامبيه               | فرنسا                                            |
| نيازك                          | Météors                           | هوبير شارويل                     | فرنسا                                            |
| ظل والدي                       | My Father's Shadow (CdO)          | أكينولا ديفيز جونيور             | المملكة المتحدة، أيرلندا، نيجيريا                |
| كان يا ما كان في غزة           | Once Upon a Time in Gaza          | طرزان ناصر وعرب ناصر             | فلسطين، فرنسا، البرتغال                          |
| النظرة الغامضة للفلامنغو (CdO) | La misteriosa mirada del flamenco | دييغو سيسبيديس                   | تشيلي                                            |
| راكب                           | Pillion (CdO)                     | هاري لايتون                      | المملكة المتحدة، أيرلندا                         |
| الطاعون                        | The Plague (CdO)                  | تشارلي بولينجر                   | أستراليا، الولايات المتحدة                       |
| سماء بلا أرض                   | Promis le ciel                    | إيريجي سيهيري                    | تونس، فرنسا، هولندا، قطر                         |
| شاعر                           | Un Poeta                          | سيمون ميسا سوتو                  | كولومبيا، ألمانيا، السويد                        |
| أورشين                         | Urchin (CdO)                      | هاريس ديكنسون                    | المملكة المتحدة                                  |

يشير (CdO) إلى الفيلم المؤهل لجائزة الكاميرا الذهبية باعتباره أول فيلم روائي طويل للمخرج.

### خارج المنافسة
الأفلام التالية تعرض خارج المسابقة:
| العنوان                            | العنوان الاصلي                            | المخرج               | بلد الانتاج                       |
| ---------------------------------- | ----------------------------------------- | -------------------- | --------------------------------- |
| 13 ساعة، 13 يومًا                   | 13 Jours, 13 Nuits                        | مارتن بوربولون       | بلجيكا، فرنسا                     |
| ارحل يومًا ما (فيلم الافتتاح) (CdO) | Partir un jour                            | أميلي بونين          | فرنسا                             |
| قدوم المستقبل                      | La venue de l'avenir                      | سيدريك كلابتش        | فرنسا                             |
| أغنى امرأة في العالم               | La femme la plus riche du monde           | تييري كليفا          | فرنسا، بلجيكا                     |
| مهمة مستحيلة: الحساب النهائي       | Mission: Impossible – The Final Reckoning | كريستوفر ماك كويري   | الولايات المتحدة                  |
| حياة خاصة                          | Vie privée                                | ريبيكا زلوتوفسكي     | فرنسا                             |
| أعلى 2 أدنى                        | Highest 2 Lowest                          | سبايك لي             | الولايات المتحدة، اليابان         |
| عروض منتصف الليل                   |                                           |                      |                                   |
| المخرج 8                           | 8番出口                                   | جينكي كاوامورا       | اليابان                           |
| هاني لا تفعليها!                   | Honey Don't!                              | إيثان كوين           | الولايات المتحدة، المملكة المتحدة |
| دالواي                             | Dalloway                                  | يان جوزلان           | فرنسا، بلجيكا                     |
| لا أحد سيعرف                       | Le Roi Soleil                             | فينسينت مايل كاردونا | فرنسا                             |
| أبناء ليلة النيون                  | 風林火山                                  | جونو ماك             | هونغ كونغ، الصين                  |

يشير (CdO) إلى الفيلم المؤهل لجائزة الكاميرا الذهبية باعتباره أول فيلم روائي طويل للمخرج.

### العرض الأول في كان
الأفلام التالية تشارك في قسم العرض الأول في مهرجان كان:
| العنوان             | العنوان الاصلي                     | المخرج                  | بلد الانتاج                              |
| ------------------- | ---------------------------------- | ----------------------- | ---------------------------------------- |
| أمروم               | Amrum                              | فاتح اكين               | ألمانيا                                  |
| كونيمارا            | Connemara                          | أليكس لوتز              | فرنسا                                    |
| اختفاء جوزيف منجيله | Das Verschwinden des Josef Mengele | كيريل سيريبرينيكوف      | ألمانيا، فرنسا، المملكة المتحدة، إسبانيا |
| الحب في المحاكمة    | 恋愛裁判                           | كوجي فوكادا             | اليابان، فرنسا                           |
| الحب الذي يبقى      | Ástin Sem Eftir Er                 | هلينور بالماسون         | أيسلندا، الدنمارك، فرنسا، فنلندا، السويد |
| أخي                 | Ma frère                           | ليزا أكوكو ورومان جيريت | فرنسا                                    |
| ماجلان              | Magalhães                          | لاف دياز                | البرتغال، إسبانيا، الفلبين، فرنسا        |
| أورويل: 2+2=5       | Orwell: 2+2=5                      | راؤول بيك               | فرنسا، الولايات المتحدة                  |
| سبليتسفيل           | Splitsville                        | مايكل أنجيلو كوفينو     | الولايات المتحدة                         |
| الموجة              | La ola                             | سيباستيان ليليو         | تشيلي                                    |

### عروض خاصة
الأفلام التالية تشارك في قسم العروض الخاصة:
| العنوان                       | العنوان الاصلي                           | المخرج                      | بلد الانتاج                                      |
| ----------------------------- | ---------------------------------------- | --------------------------- | ------------------------------------------------ |
| أركو                          | Arco                                     | أوغو بيانفينو               | فرنسا                                            |
| بونو: قصص الاستسلام           | Bono: Stories of Surrender               | أندرو دومينيك               | أستراليا، الولايات المتحدة                       |
| أميلي الصغيرة أو شخصية المطر  | Amélie et la Métaphysique des Tubes      | مايليس فالادي وليان تشو هان | فرنسا                                            |
| الحياة الرائعة لمارسيل باغنول | Marcel et Monsieur Pagnol                | سيلفان تشوميت               | فرنسا، كندا، بلجيكا، لوكسمبورغ، الولايات المتحدة |
| ماما                          | Mama                                     | آو سيناء                    | إسرائيل، بولندا، إيطاليا                         |
| رجل الستة مليارات دولار       | The Six Billion Dollar Man               | يوجين جاريكي                | الولايات المتحدة، ألمانيا، فرنسا                 |
| أخبرها أنني أحبها             | Dites-lui que je l'aime                  | روماني بورينجر              | فرنسا                                            |
| ذا وندررز                     | Qui Brille au Combat                     | جوزفين جابي                 | فرنسا                                            |
| الرجل الذي رأى الدب           | L’Homme qui a vu l’Ours qui a vu l’Homme | بيير ريتشارد                | فرنسا                                            |

### كلاسيكيات كان
| العنوان                          | العنوان الاصلي                  | المخرج                      | بلد الانتاج                       |
| النسخ الجديدة المرممة            | النسخ الجديدة المرممة           | النسخ الجديدة المرممة       | النسخ الجديدة المرممة             |
| -------------------------------- | ------------------------------- | --------------------------- | --------------------------------- |
| حب الكلاب (2000)                 | Amores perros                   | أليخاندرو جونزاليس إيناريتو | المكسيك                           |
| القوس (1968)                     | 董夫人                          | تانغ شو شوين                | هونغ كونغ                         |
| باري ليندون (1974) (فيلم الختام) | Barry Lyndon                    | ستانلي كوبريك               | المملكة المتحدة، الولايات المتحدة |
| ما وراء النسيان (1955)           | Más allá del olvido             | هوغو ديل كاريل              | الأرجنتين                         |
| الدورة في الرأس (1974)           | La Course en tête               | جويل سانتوني                | فرنسا، بلجيكا                     |
| أيام وليالي في الغابة (1970)     | Aranyer Din Ratri               | ساتياجيت راي                | الهند                             |
| دوغما (1999)                     | Dogma                           | كيفن سميث                   | الولايات المتحدة                  |
| السحب العائمة (1955)             | 浮雲                            | ميكيو ناروس                 | اليابان                           |
| جهنم لاماي (1978)                | ගැහැණු ළමයි                         | سوميترا بيرييس              | سريلانكا                          |
| حمى الذهب (1925) (فيلم الافتتاح) | The Gold Rush                   | تشارلي شابلن                | الولايات المتحدة                  |
| هارد بويلد (1992)                | 辣手神探                        | جون وو                      | هونغ كونغ                         |
| ماغيراما (1956)                  | Magirama                        | آبل جانس ونيللي كابلان      | فرنسا                             |
| ميرلوس (1935)                    | Merlusse                        | مارسيل باجنول               | فرنسا                             |
| أحدهم طار فوق عش الوقواق (1975)  | One Flew Over the Cuckoo’s Nest | ميلوش فورمان                | الولايات المتحدة                  |
| لا باغا (1962)                   | La Paga                         | سيرو دوران                  | كولومبيا، فنزويلا                 |
| سعيد أفندي (1955)                | سعيد أفندي (1955)               | كاميران حسني                | العراق                            |
| نجوم (1959)                      | Sterne                          | كونراد وولف                 | ألمانيا الشرقية، بلغاريا          |
| أشعة الشمس (1999)                | Sunshine                        | إستفان زابو                 | ألمانيا، المجر، النمسا، كندا      |
| يي يي                            | 一一                            | إدوارد يانغ                 | تايوان، اليابان                   |

## الفائزون
| الجائزة            | الفائز                                              |
| ------------------ | --------------------------------------------------- |
| السعفة الذهبية     | حادث بسيط للمخرج الايراني جعفر بناهي.               |
| الجائزة الكبرى     | القيمة العاطفية- خواكيم ترايير.                     |
| جائزة أفضل إخراج   | كليبر ميندونسا فيلهو - عن فيلمه العميل السري        |
| جائزة لجنة التحكيم | صراط للمخرج أوليفر لاكس صوت السقوط - ماشا شيلينسكي. |
| جائزة أفضل سيناريو | أمهات شابات - الكاتبة داردين براذرز.                |
| جائزة أفضل ممثل    | واغنر مورا عن دوره في فيلم العميل السري             |
| جائزة أفضل ممثلة   | نادية مليتي، عن فيلم الأخت الصغرى                   |
| الجائزة الخاصة     | القيامة للمخرج بي غان                               |
| الكاميرا الذهبية   | مملكة القصب للمخرج العراقي حسن هادي                 |
| السعفة الكويرية    | الأخت الصغرى للمخرجة حفصية حرزي                     |

### قسم نظرة ما
| الجائزة                           | الفائز                                               |
| --------------------------------- | ---------------------------------------------------- |
| جائزة نظرة ما                     | «النظرة الغامضة للفلامنغو» - للمخرج دييغو سيسبيدس    |
| جائزة لجنة تحكيم نظرة ما          | «شاعر» - للمخرج سيمون ميسا سوتو                      |
| جائزة أفضل إخراج في قسم نظرة ما   | الأخوان عرب وطرزان ناصر، عن فيلمهما «ذات مرة في غزة» |
| جائزة أفضل سيناريو في قسم نظرة ما | هاري لايتون - عن فيلم «راكب الدراجة الخلفي»          |
| جائزة أفضل ممثل في قسم نظرة ما    | فرانك ديلان، عن دوره في فيلم «قنفد البحر»            |
| جائزة أفضل ممثلة في قسم نظرة ما   | كليو ديارا، عن دورها في فيلم «الضحك والسكين»         |

### قسم الأفلام القصيرة
| الجائزة                         | الفائز                                        |
| ------------------------------- | --------------------------------------------- |
| السعفة الذهبية لأفضل فيلم قصير  | «أنا سعيد لأنك ميت الآن» - للمخرج توفيق برهوم |
| السعفة الكويرية لأفضل فيلم قصير | «ثغاء!» - للمخرجة أنانث سوبرامانيام           |
| تنويه خاص                       | «علي» - للمخرج عدنان الراجيف                  |